# Val-d'Épy (commune déléguée)
Ne pas confondre avec la commune nouvelle de Val-d’Épy créée le 1er janvier 2016.
Val-d'Épy est une ancienne commune française située dans le département du Jura en région Franche-Comté
Le 1er janvier 2016, elle devient une commune déléguée à l'issue de la fusion avec trois communes voisines Florentia, Nantey et Senaud, au sein de la commune nouvelle dénommée Val d'Épy (sans traits d'union entre les mots), qui retrouve son trait d'union l'année d'après avec l'intégration de La Balme-d'Épy,.

## Géographie

### Localisation
Val-d'Épy fait partie de la région naturelle du Revermont. Elle est composée de quatre localités : Épy, Lanéria, Poisoux et Tarcia.

### Communes limitrophes
Les communes limitrophes sont  Bourcia, Coligny, Florentia, La Balme-d'Épy, Nantey, Salavre et Senaud.

## Toponymie
La commune appraît sous le nom d'Épy en 1801. À la suite de l'intégration de Lanéria en 1971, Épy devient Épy-Lanéria. Deux années plus tard avec la fusion association avec Poisoux, Val-d'Épy apparaît en 1973 comme étant le nouveau nom de la commune.

## Histoire
- Épy absorbe Tarcia en 1821.

Hameaux formant la commune.

- Le hameau de Poisoux est en grande partie détruit par la division Freiwilligen-Stamm le 18 juillet 1944. Dans le monument aux morts du village, il est inscrit sur une plaque : « Passant, souviens-toi le 18 juillet 1944, Poisoux a été incendié par les troupes allemandes ». Actuellement, il est possible de remarquer que les maisons sont toutes récentes, ce qui n'est pas le cas dans les autres villages.
- À la fin du XXe siècle, deux communes fusionnent avec Épy. Lanéria est la première en 1971, et Poisoux fait de même en 1973 mais elle possède à cette époque le statut de commune associée[5]. Ce n'est qu'en 1978 que la fusion-association se transforme en fusion simple.

## Politique et administration

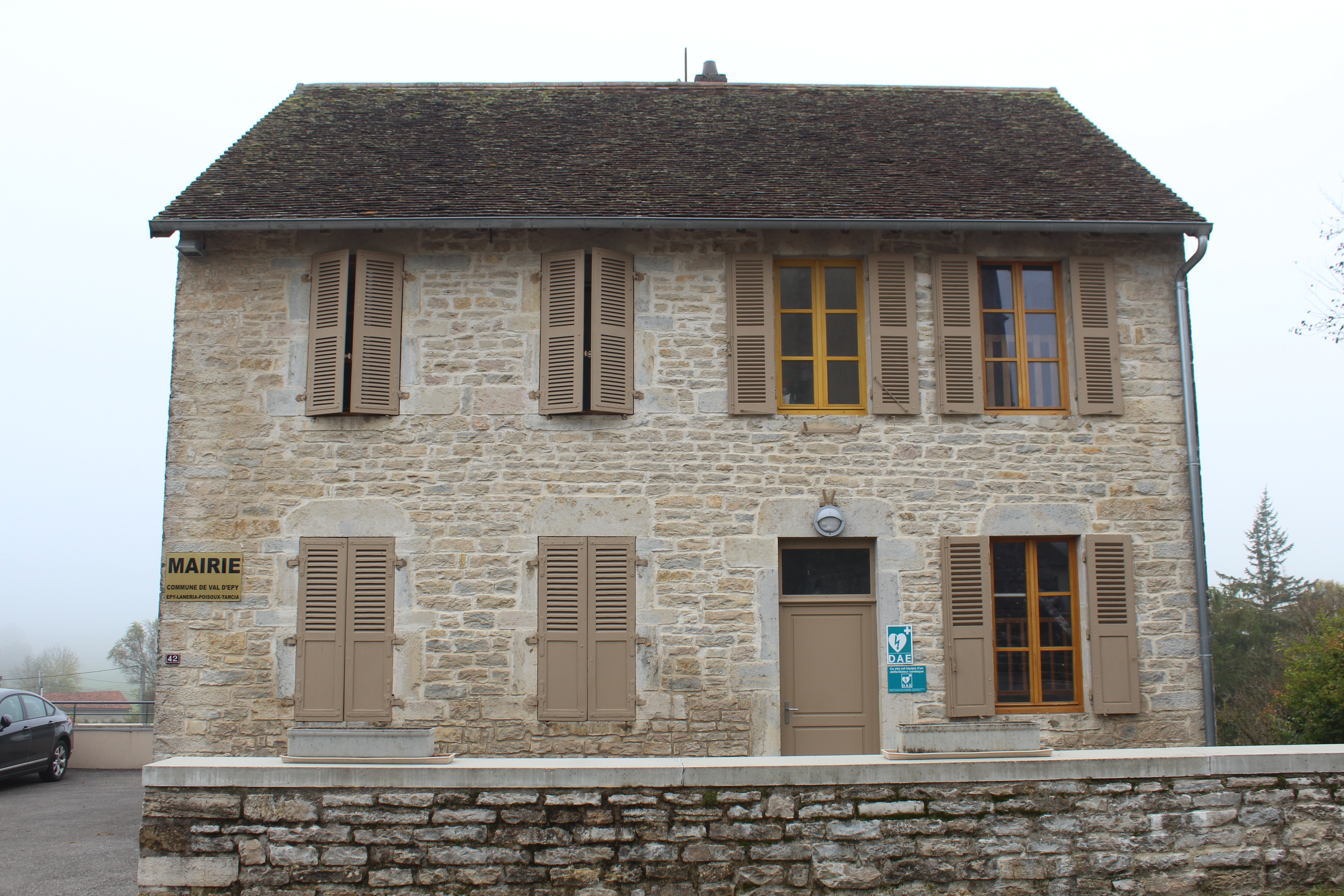
Mairie.

### Liste des maires
| Période   | Période       | Identité        | Étiquette | Qualité |
| --------- | ------------- | --------------- | --------- | ------- |
| mars 2001 | décembre 2015 | Michel Ganneval |           |         |

| Période      | Période  | Identité        | Étiquette | Qualité                           |
| ------------ | -------- | --------------- | --------- | --------------------------------- |
| janvier 2016 | En cours | Michel Ganneval | DVD       | Ancien directeur de centre social |

## Démographie
L'évolution du nombre d'habitants est connue à travers les recensements de la population effectués dans la commune depuis 1793. À partir du 1er janvier 2009, les populations légales des communes sont publiées annuellement dans le cadre d'un recensement qui repose désormais sur une collecte d'information annuelle, concernant successivement tous les territoires communaux au cours d'une période de cinq ans. 
Pour les communes de moins de 10 000 habitants, une enquête de recensement portant sur toute la population est réalisée tous les cinq ans, les populations légales des années intermédiaires étant quant à elles estimées par interpolation ou extrapolation. Pour la commune, le premier recensement exhaustif entrant dans le cadre du nouveau dispositif a été réalisé en ,.
En 2015, la commune comptait 149 habitants.
| 1836 | 1841 | 1846 | 1851 | 1856 | 1861 | 1866 | 1872 | 1876 |
| ---- | ---- | ---- | ---- | ---- | ---- | ---- | ---- | ---- |
| 171  | 168  | 171  | 201  | 189  | 200  | 201  | 176  | 178  |

| 1881 | 1886 | 1891 | 1896 | 1901 | 1906 | 1911 | 1921 | 1926 |
| ---- | ---- | ---- | ---- | ---- | ---- | ---- | ---- | ---- |
| 164  | 158  | 156  | 146  | 140  | 134  | 141  | 130  | 127  |

| 1931 | 1936 | 1946 | 1954 | 1962 | 1968 | 1975 | 1982 | 1990 |
| ---- | ---- | ---- | ---- | ---- | ---- | ---- | ---- | ---- |
| 106  | 104  | 103  | 89   | 78   | 85   | 150  | 139  | 117  |

| 1999 | 2004 | 2008 | 2009 | 2012 | 2013 | 2014 | 2015 | - |
| ---- | ---- | ---- | ---- | ---- | ---- | ---- | ---- | - |
| 134  | 131  | 142  | 150  | 152  | 150  | 150  | 149  | - |

## Culture locale et patrimoine

### Personnalités liées à la commune
- Jean-Baptiste Jeanin (1769-1830), général des armées de la République et de l'Empire. Son nom est gravé sous l'arc de triomphe de l'Étoile : 22e colonne.